# Pyramidenpappel (Heraldik)
Die Pyramidenpappel ist in der Heraldik eine gemeine Figur und selten im Wappen zu finden.
Dargestellt wird als Wappenfigur ein Laubbaum, eine Pyramidenpappel mit schlanker segmentierter beblätterten Blattkrone. Die Anzahl der leicht aufwärts übereinander gelegten Kronensegmente ist in der Regel auf drei begrenzt. Die Tinktur unterliegt den heraldischen Regeln, grün für die Baumkrone ist bevorzugt.
Die Pyramidenpappel wird auf einen Berg oder Dreiberg gestellt und oft sind es drei Bäume im Wappen.

## Beispiele

Moos (Niederbayern) DE